# Jānis Kuga
Jānis Kuga (né le 12 décembre 1878 à Ikšķiles pagasts en Lettonie – mort le 24 novembre 1969 à Toronto au Canada) est un peintre et scénographe letton. 

## Biographie
Jānis Kuga est né dans la maison « Puriņi » à Ikšķiles pagasts (aujourd'hui Tīnūžu pagasts). Il est allé à l'école primaire pendant trois hivers consécutifs. En 1889–1890, il a poursuivi sa scolarité à l'école paroissiale d'Ikšķile. En 1905, il est diplômé de l'Académie d'art et d'industrie Stieglitz. À la fin de ses études supérieures, la bourse du fonds culturel lui permet de voyager en Europe. Il parcourt l'Allemagne, la France, l'Italie, l'Espagne, l'Angleterre, la Belgique et Hollande. En 1909-1921, il travaille comme scénographe dans plusieurs théâtres de Lettonie. De 1921 à 1944, il est professeur à l'Académie des beaux-arts de Lettonie, où il obtient une chaire de professeur en 1928, et dont il devint le recteur à deux reprises (1934—1940, 1941—1944).
Jānis Kuga était l'auteur de la décoration du Théâtre National de Lettonie le jour de la proclamation de la République de Lettonie le 18 novembre 1918, dans ses murs. Il a créé le décor pour plusieurs pièces de théâtre en Lettonie et à l'étranger, ainsi que pour les premiers films lettons. A l'église d'Ikšķile il peint des tableaux d'autel.
En 1926, il est nommé chevalier, puis, en 1936, officier de l'Ordre des Trois Étoiles. Il reçoit, en 1938, la Croix de la Reconnaissance. Il a également été décoré avec l'Ordre de Léopold II (1931) et l'Ordre national de la Légion d'honneur (1939).
À la fin de la Deuxième Guerre mondiale, lorsque l'occupation des pays baltes par l'URSS devient imminente Jānis Kuga quitte le pays. En 1944, il s'exile en Allemagne, puis, en 1951, part pour les États-Unis, pour enfin s'installer au Canada en 1969. Il meurt à Toronto à l'âge de 90 ans.
Le 2 juillet 1989, une plaque commémorative est opposée sur la façade de sa maison à Ikšķile, au no 11 de la rue qui porte aujourd'hui son nom.